# Фонтанел (Ајова)
Фонтанел (енгл. Fontanelle) град је у америчкој савезној држави Ајова. По попису становништва из 2010. у њему је живело 672 становника.

## Демографија
Према попису становништва из 2010. у граду је живело 672 становника, што је -20 (-2.9%) становника више него 2000. године.
| Група             | 2000.       | 2010.       |
| Белци             | 685 (99,0%) | 667 (99,3%) |
| Афроамериканци    | 0 (0,0%)    | 0 (0,0%)    |
| Азијати           | 0 (0,0%)    | 0 (0,0%)    |
| Хиспаноамериканци | 4 (0,6%)    | 4 (0,6%)    |
| Укупно            | 692         | 672         |